# Dockered
Dockered är en småort i nordostligaste delen av Göteborgs kommun och från 2015 ingår också områden i Lerums kommun då bebyggelsen i den tidigare småorten Ytterstad klassades som en del av denna småort. Vid 2018 års avgränsning klassades den som en tätort med namnet Ytterstad